# Władysław Denhoff (1639–1683)
Władysław Denhoff herbu Denhoff (ur. w 1639, zm. 7 października 1683 pod Parkanami) – wojewoda pomorski w latach 1677-1683, podskarbi ziem pruskich w latach 1679-1683, kasztelan chełmiński w 1677 roku, podkomorzy pomorski w latach 1668-1677, starosta kościerski, lignowski, skarszewski, hrabia S.I.R., pułkownik regimentu pieszego 1664, dowódca gwardii królewskiej.

## Życiorys
Syn Gerarda, stryjeczny brat Ernesta, ojciec hetmana Stanisława Ernesta. Zapewne w młodości przeszedł na katolicyzm, co umożliwiło mu awans.
W 1662 pobierał z kasy ambasadora francuskiego w Rzeczypospolitej Antoine de Lumbres'a pensję w wysokości 9 000 franków za poparcie planu elekcji vivente rege kandydata francuskiego Ludwiki Marii Gonzagi. Poseł powiatów gdańskiego i tczewskiego województwa pomorskiego na sejm wiosenny 1666 roku i sejm jesienny 1666 roku. 
Poseł na sejm konwokacyjny 1668 roku z powiatów: gdańskiego i tczewskiego. Był członkiem konfederacji generalnej zawiązanej 5 listopada 1668 roku na tym sejmie. Jako poseł na sejm elekcyjny 1669 roku z województwa pomorskiego był elektorem Michała Korybuta Wiśniowieckiego z województwa pomorskiego w 1669 roku. Poseł na sejm nadzwyczajny 1670 roku z powiatów: gdańskiego i tczewskiego. 
Uczestnik wielu kampanii wojennych na kresach, osiągnął stopień pułkownika u boku Jana Sobieskiego w walkach z Turkami w latach 1671–1676.  Był członkiem konfederacji malkontentów w 1672 roku. Jako poseł na sejm konwokacyjny 1674 roku z województwa pomorskiego był członkiem konfederacji generalnej zawiązanej 15 stycznia 1674 roku na tym sejmie. W 1674 roku był elektorem Jana III Sobieskiego z województwa pomorskiego. Doradca Jana III Sobieskiego w sprawach polityki bałtyckiej. Poseł sejmiku stargardzkiego na sejm 1677 roku. Uczestniczył w wyprawie wiedeńskiej (1683). Zginął w bitwie pod Parkanami.
Pochowany został w kaplicy św. Pawła I Pustelnika – mauzoleum Denhoffów przy bazylice jasnogórskiej w Częstochowie.